# Siêu cúp bóng đá Đức 2019
Siêu cúp Đức 2019 là siêu cúp Đức lần thứ 10 dưới tên DFL-Supercup, là trận đấu được tổ chức hàng năm giữa 2 đội vô địch mùa trước của giải Bundesliga và Cúp bóng đá Đức. Trận đấu được tổ chức vào ngày 3 tháng 8 năm 2019.
Vì Bayern Munich đã vô địch cả Bundesliga 2018–19 và cúp bóng đá Đức 2018–19, nên đối thủ của họ là đội á quân Bundesliga mùa trước, Borussia Dortmund. Trận đấu được tổ chức trên sân Signal Iduna Park, Dortmund - sân nhà của Borussia Dortmund.
Borussia Dortmund giành chiến thắng với tỷ số 2–0 để giành siêu cúp Đức lần thứ 6.

## Các đội
Từ năm 1996 trở về trước là kỷ nguyên DFB-Supercup, kể từ 2010 là kỷ nguyên DFL-Supercup.
| Đội               | Vòng loại                                                  | Lần tham dự trước (in đậm là vô địch)                                       |
| ----------------- | ---------------------------------------------------------- | --------------------------------------------------------------------------- |
| Borussia Dortmund | Á quân Bundesliga 2018–19                                  | 9 lần (1989, 1995, 1996, 2011, 2012, 2013, 2014, 2016, 2017)                |
| Bayern MunichĐKVĐ | Vô địch Bundesliga 2018–19 Vô địch Cúp bóng đá Đức 2018–19 | 12 (1987, 1989, 1990, 1994, 2010, 2012, 2013, 2014, 2015, 2016, 2017, 2018) |

## Trận đấu

### Chi tiết
| Borussia Dortmund          | 2–0      | Bayern Munich |
| -------------------------- | -------- | ------------- |
| - Alcácer 48' - Sancho 69' | Chi tiết |               |

| Borussia Dortmund | Bayern Munich |

| GK               | 35 | Marwin Hitz        |  |     |
| RB               | 26 | Łukasz Piszczek    |  | 80' |
| CB               | 16 | Manuel Akanji      |  |     |
| CB               | 36 | Ömer Toprak        |  |     |
| LB               | 14 | Nico Schulz        |  |     |
| CM               | 28 | Axel Witsel        |  |     |
| CM               | 33 | Julian Weigl       |  |     |
| RW               | 7  | Jadon Sancho       |  | 80' |
| AM               | 11 | Marco Reus (c)     |  |     |
| LW               | 13 | Raphaël Guerreiro  |  | 75' |
| CF               | 9  | Paco Alcácer       |  |     |
| Thay người:      |    |                    |  |     |
| GK               | 40 | Eric Oelschlägel   |  |     |
| DF               | 2  | Dan-Axel Zagadou   |  |     |
| DF               | 5  | Achraf Hakimi      |  | 75' |
| DF               | 29 | Marcel Schmelzer   |  |     |
| MF               | 6  | Thomas Delaney     |  |     |
| MF               | 8  | Mahmoud Dahoud     |  |     |
| MF               | 10 | Mario Götze        |  |     |
| FW               | 27 | Marius Wolf        |  | 80' |
| FW               | 34 | Jacob Bruun Larsen |  | 80' |
| Huấn luyện viên: |    |                    |  |     |
| Lucien Favre     |    |                    |  |     |

| GK               | 1  | Manuel Neuer (c)     |     |     |
| RB               | 32 | Joshua Kimmich       | 77' |     |
| CB               | 4  | Niklas Süle          |     |     |
| CB               | 17 | Jérôme Boateng       |     |     |
| LB               | 27 | David Alaba          |     | 70' |
| CM               | 18 | Leon Goretzka        |     |     |
| CM               | 6  | Thiago               |     | 80' |
| CM               | 24 | Corentin Tolisso     |     |     |
| RW               | 25 | Thomas Müller        |     | 66' |
| CF               | 9  | Robert Lewandowski   | 59' |     |
| LW               | 29 | Kingsley Coman       |     |     |
| Thay người:      |    |                      |     |     |
| GK               | 26 | Sven Ulreich         |     |     |
| GK               | 39 | Ron-Thorben Hoffmann |     |     |
| DF               | 5  | Benjamin Pavard      |     | 80' |
| MF               | 19 | Alphonso Davies      |     | 66' |
| MF               | 28 | Sarpreet Singh       |     |     |
| MF               | 30 | Ryan Johansson       |     |     |
| MF               | 35 | Renato Sanches       |     | 70' |
| FW               | 15 | Jann-Fiete Arp       |     |     |
| Huận luyện viên: |    |                      |     |     |
| Niko Kovač       |    |                      |     |     |

| Cầu thủ xuất sắc nhất trận: Jadon Sancho (Borussia Dortmund) Trợ lý trọng tài: Rafael Foltyn (Wiesbaden) Jan Seidel (Oberkrämer) Trọng tài thứ 4: Harm Osmers (Hanover) Trợ lý trọng tài video: Robert Schröder (Hanover) Bổ sung trợ lý trọng tài video: Christof Günsch (Berlin) | Quy tắc trận đấu - 90 phút chính thức. - Đá luân lưu nếu tỷ số hòa. - Mỗi đội được đăng ký tối đa 9 cầu thủ dự bị, được thay tối đa 3 người. |

### Thống kê
| Chỉ số         | Borussia Dortmund | Bayern Munich |
| -------------- | ----------------- | ------------- |
| Số bàn thắng   | 2                 | 0             |
| Sút            | 5                 | 16            |
| Sút trúng đích | 4                 | 7             |
| Cứu thua       | 7                 | 2             |
| Kiểm soát bóng | 35%               | 65%           |
| Phạt góc       | 2                 | 8             |
| Phạm lỗi       | 2                 | 13            |
| Việt vị        | 1                 | 1             |
| Thẻ vàng       | 0                 | 2             |
| Thẻ đỏ         | 0                 | 0             |